# 박정석 (축구인)
박정석(1977년 4월 19일 ~ )은 대한민국의 전직 축구 선수로서 포지션은 수비수였다.

## 클럽 경력
독일과 FC 렘샤이드에서 복귀 이후 2001년 1월 자유계약신분으로 풀리면서 안양 LG 치타스에 입단하였다.
- 1996년 ~ 1999년  수원 삼성 블루윙즈
- 1999년 ~ 2000년  유벤투스 부쿠레슈티
- 2000년 ~ 2000년  FC 렘샤이드
- 2001년 ~ 2007년  안양 LG 치타스 / FC 서울

## 수상

### 클럽

#### 수원 삼성 블루윙즈
- K리그 우승 2회 : 1998

#### FC 서울
- 리그컵 우승 1회 : 2006